# Francesco Dolce
Francesco Dolce (Viareggio, 22 agosto 1973) è un allenatore di hockey su pista ed ex hockeista su pista italiano.

## Carriera
Francesco Dolce nasce hockeysticamente nella squadra della sua città, Viareggio, e precisamente nelle giovanili del CGC Viareggio, società adottiva di altri campioni di questo sport come Alessandro Bertolucci, Mirko Bertolucci, Mauro Cinquini, Alessandro Cupisti e molti altri ancora. Anche lui fa parte della generazione del "Maestro" Creso Bacherotti; colui che ha lanciato futuri professionisti di questo sport.
A soli 17 anni esordisce in prima squadra, dopo aver già vinto vari titoli di Campione d'Italia giovanile.

Nell'estate del 1994 lascia la "sua" Viareggio per trasferirsi ai piemontesi dell'Amatori Vercelli, cominciando un lungo girovagare in Italia e in Europa, fra cui i prestigiosi campionati nazionali di massima divisione Spagnola (con Cp Alcobendas e Cp Tenerife) e Portoghese (con il Seixal di Lisbona).
Nella sua carriera veste anche i colori azzurri della Nazionale Italiana Giovanile e Senior.

Francesco è uno dei classici attaccanti che giocano davanti alla porta, i suoi punti di forza sono rapidità e velocità di esecuzione, oltre chiaramente al suo "fiuto" del gol, che gli ha permesso fra l'altro di fregiarsi del titolo di capocannoniere dei Campionati Europei 2006 di Monza.

## Palmarès

### Giocatore

#### Club

##### Titoli nazionali
- Campionato francese: 1

SCRA Saint-Omer: 2012-2013
- Coppa di Francia: 1

SCRA Saint-Omer: 2011-2012

### Allenatore

#### Club

##### Titoli nazionali
- Coppa di Lega: 1

Sarzana: 2017-2018